# Hanumappa Sudarshan
Hanumappa Sudarshan, född 30 december 1950 i Yemalur utanför Bangalore, är läkare, socialarbetare och aktivist för mänskliga rättigheter för ursprungsfolk. Han är känd för sitt arbete bland skogsfolket soliga i södra Karnataka. År 1994 fick han Right Livelihood Award.

## Biografi
Hanumappa Sudarshan föddes i byn Yemalur. Vid tolv års ålder följde han sin far till byns sjukstuga. Det var brist på mediciner och när fadern dog bestämde han sig för att bli läkare. Han började studera på Bangalore Medical College och blev medicine doktor 1973.
Dr Sudarshan avstod från en lukrativ praktik i staden och gick med i den religiösa organisationen Ramakrishna mission, som arbetar med hälsovård och utbildning över hela Indien. Detta steg förde honom till Uttar Pradesh i Himalaya och Belur Math i västra Bengalen. Han inspirerades av Albert Schweitzer som arbetade i Afrika och Sudarshan började arbeta med ursprungsbefolkningar.

## Sociala projekt
År 1979 reste Sudarshan till södra Indien och började arbeta med ursprungsfolket soliga som levde i Biligiri Ranghana-bergen i södra Karnataka. Två år senare startade han Vivekananda Girijana Kalyana Kendra (VGKK) i distriktet Chamarajanagar med syfte att ordna skolundervisning för flickor och pojkar och se till att folket får bra hälsovård. Organisationen har byggt ett sjukhus för Soligafolket. VGKK har också verksamhet i delstaterna Tamil Nadu, Arunachal Pradesh och på ögruppen Andamanerna.

## Priser och utmärkelser
- 1992 Ashoka Fellow.[3]
- 1994 Right Livelihood Award … för att ha visat hur ursprungsfolkens kultur kan bidra till en process som säkerställer mänskliga rättigheter och bevarar deras miljö.[4]
- 2000 Padma Shri.
- 2018 Moder Teresas pris[b][5]